# 固镇铁冶遗址
固镇铁冶遗址，位于中国河北省邯郸市固镇村，为邯郸市武安市的一个省级文物保护单位，类型为古遗址，公布时间为1982年7月23日。
固镇铁冶遗址的历史年代为汉代。